# Rhinocosmetus sumba
Espèce
Rhinocosmetus sumba est une espèce d'araignées aranéomorphes de la famille des Theridiidae.

## Distribution
Cette espèce est endémique de Sumba en Indonésie,. Elle se rencontre vers Waingapu et Melolo.

## Description
La femelle holotype mesure 2,00 mm, les femelles mesurent de 2,00 à 2,30 mm.

## Systématique et taxinomie
Cette espèce a été décrite par Vanuytven, Jocqué et Deeleman-Reinhold en 2024.

## Étymologie
Son nom d'espèce lui a été donné en référence au lieu de sa découverte, Sumba.

## Publication originale
- Vanuytven, Jocqué & Deeleman-Reinhold, 2024 : « Two new theridiid genera from Southeast Asia (Araneae: Theridiidae, Argyrodinae): males with a nose for courtship. » Journal of the Belgian Arachnological Society, vol. 39, no 1, supplement, p. 1-96.